# 本贝萨尔水库
本贝萨尔水库（西班牙語：Embalse de Bembézar）是西班牙科爾多瓦省奥尔纳丘埃洛斯镇附近的一座水庫。
它位于奥尔纳丘埃洛斯山脉自然公园的中心位置，收集来自本贝萨尔河的水资源。

## 图集

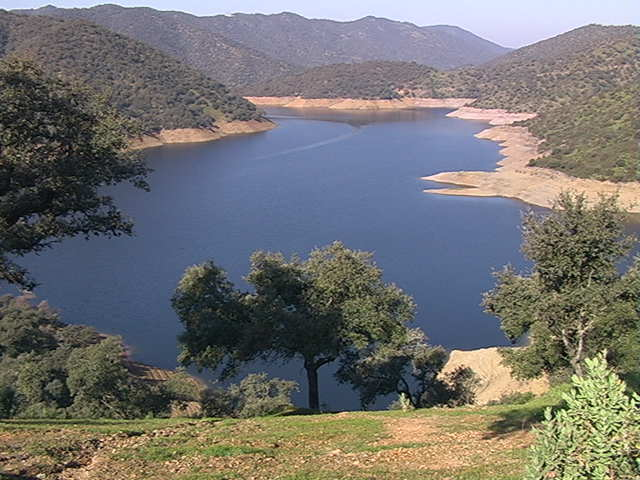
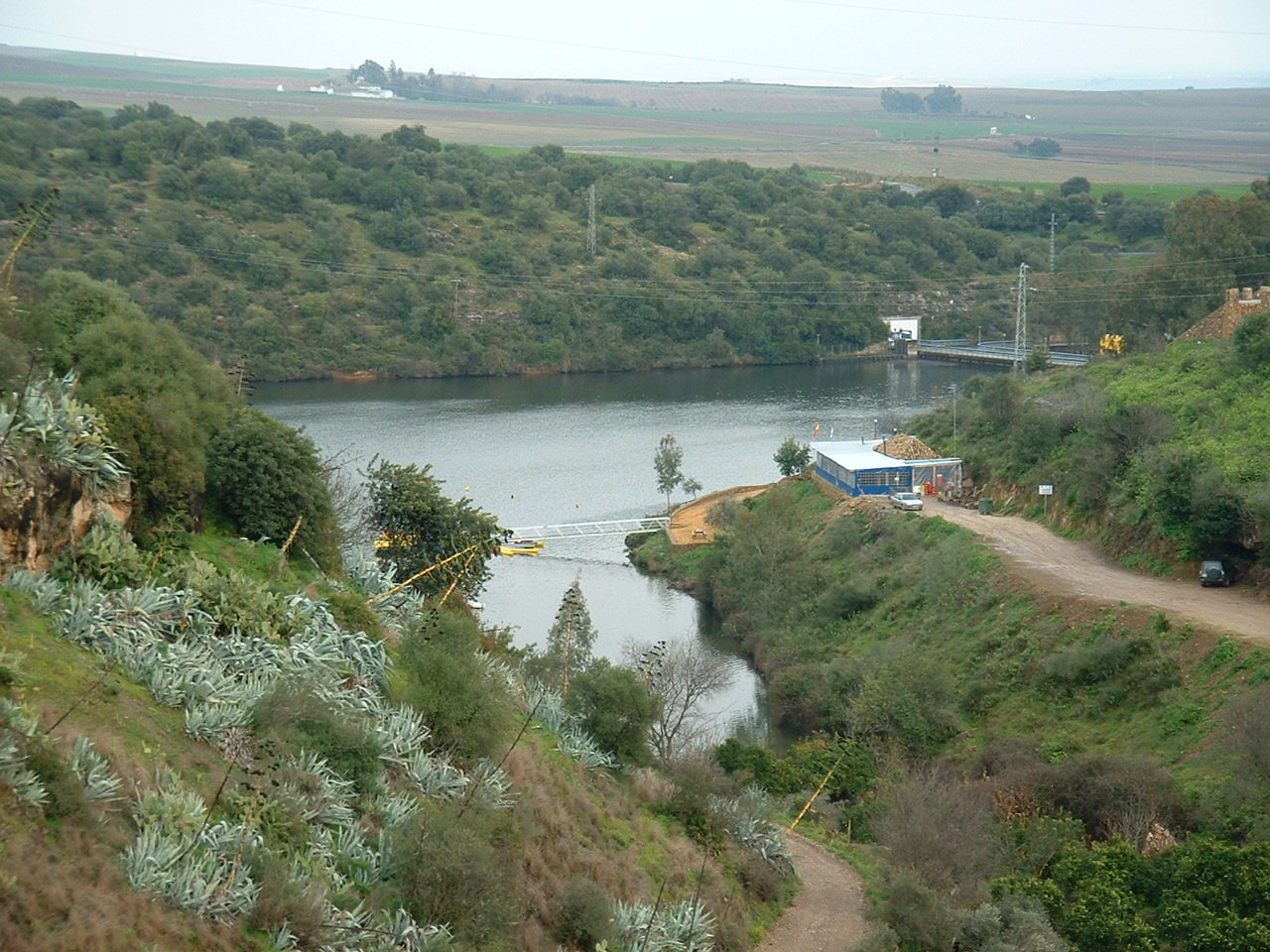
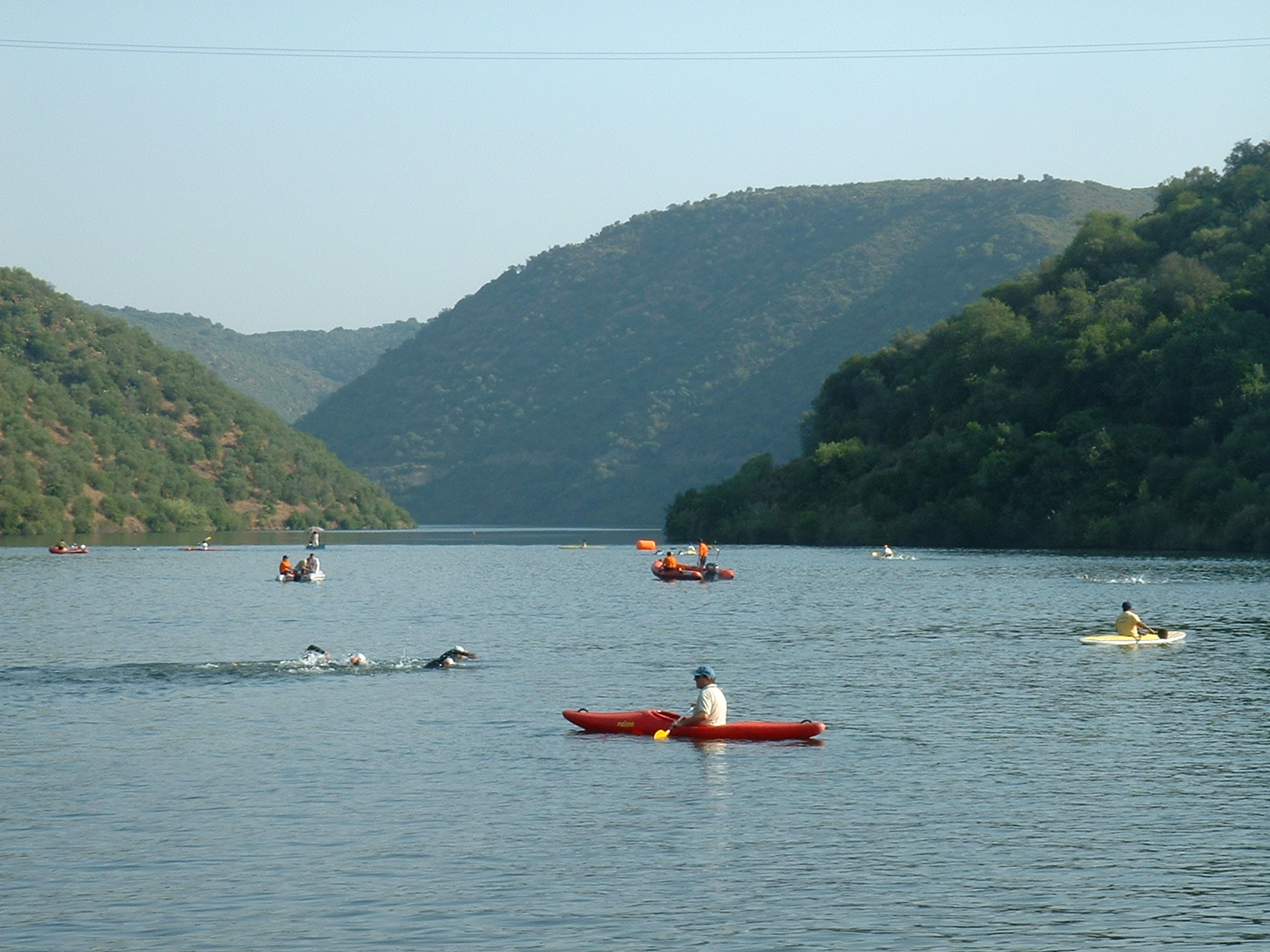
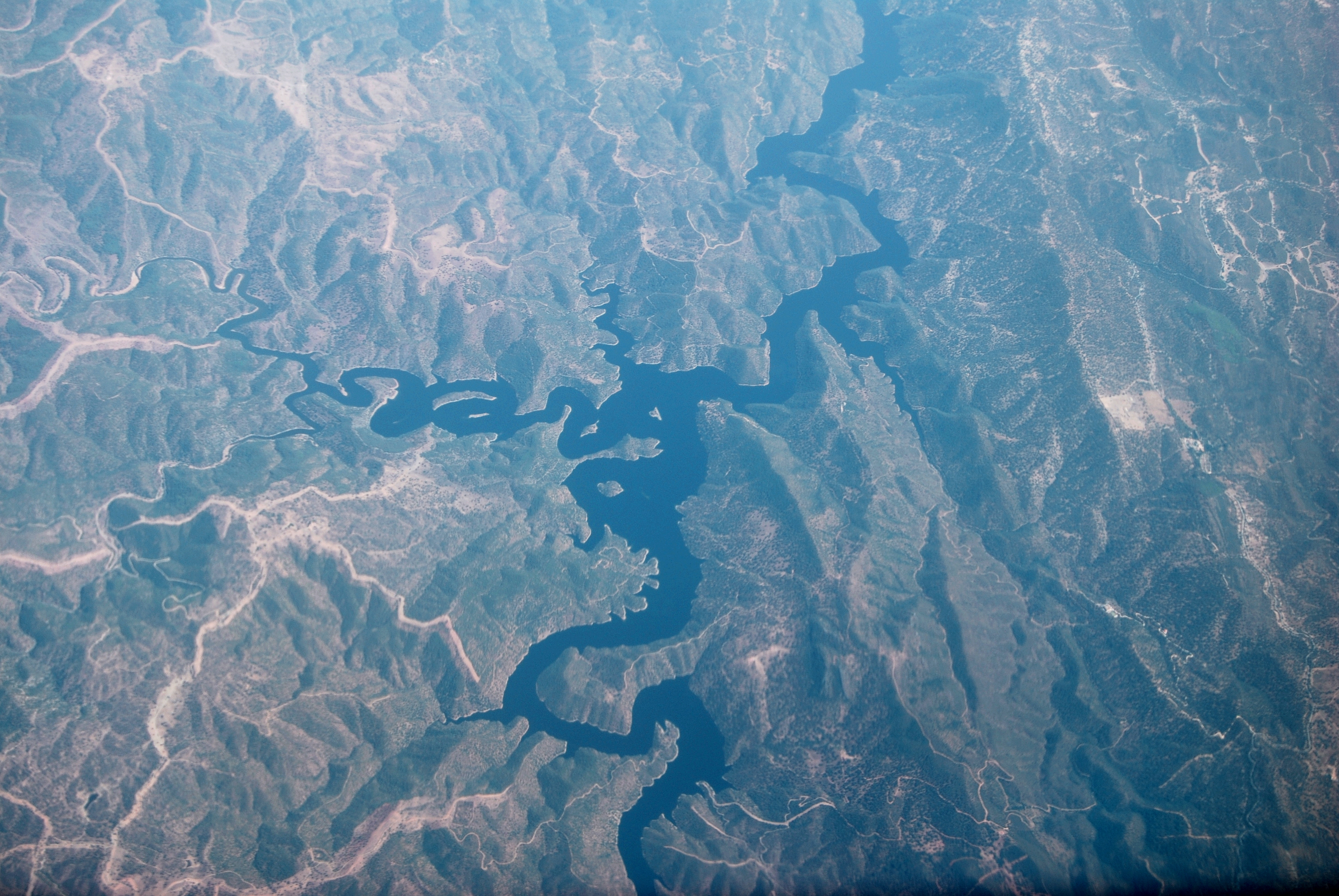